# Cantón de Aserrí
Cantón de Aserrí är en kanton i Costa Rica.   Den ligger i provinsen San José, i den centrala delen av landet, 8 km söder om huvudstaden San José.